# Capela do Bom Jesus do Horto

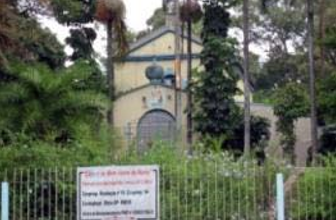
Foto tirada de frente antes do tombamento da Capela do Bom Jesus do Horto no bairro do Ipiranga em São Paulo.

A Capela do Bom Jesus do Horto está localizada no bairro do Ipiranga, em São Paulo, na Rua Bom Pastor, 434. O monumento foi tombado pela Prefeitura do Município de São Paulo no dia 18 de agosto de 1994. A decisão foi tomada pela Secretaria Municipal de Cultura Departamento do Patrimônio Histórico Conselho Municipal de Preservação do Patrimônio Histórico, Cultural e Ambiental da Cidade de São Paulo (CONPRESP). O tombamento tem como resolução. nº 10/94.
Fundada em 1893 pelo padre português José de Almeida Silva, nos arredores do Convento do Bom Pastor (demolido em 1994) e posteriormente administrada pelos padres de Sion, abrigou ao término da Segunda Guerra Mundial a missão russa católica, que deu apoio à recepção de refugiados do conflito na Europa. Embora subordinada ao Vaticano, para atender os imigrantes ortodoxos, a igreja celebrava missas no rito bizantino eslavo e, até o ano de 2004, na língua russa. É a única igreja da colônia russa católica na cidade. Possui interior decorado em estilo bizantino, com pinturas e ícones de santos.

## Senhor Bom Jesus
A devoção ao Bom Jesus foi introduzida desde o início do período colonia. Com raízes em Portugal, que após o período de colonização durante o século XVI foi levada à países como Brasil, Angola e Açores. Ao longo dos anos a imagem de Jesus Cristo teve diversas representações, enfocando suas características mais marcantes, especialmente em diferentes episódios de sua Paixão.
A imagem mais antiga do Senhor Bom Jesus existe no Brasil fica localizada na cidade paulista, Tremembé. Ela foi benzida pelo padre da igreja de Nossa Senhora da Conceição em 1663, mais de 50 anos antes de a imagem de Nossa Senhora Aparecida ser encontrada no Rio Paraíba.
A história por trás da imagem do Bom Jesus no Tremembé foi que os bandeirantes passaram pelo município em busca de ouro, e a estátua foi encontrada pelos pescadores no rio Paraíba.
Em países que não foram colonizados por Portugal, a imagem do Senhor Bom Jesus é conhecida como Ecce Homo, ou ainda como Señor de la Caña (Senhor da Cana) em algumas localidades de língua espanhola na América Latina. Ecce Homo são as palavras que Pôncio Pilatos teria dito, em latim, ao apresentar Jesus Cristo aos judeus de acordo com o evangelho. Em português, a frase significa "Eis o Homem" (rei ou senhor dos homens).

## Devoção ao Senhor Bom Jesus
A origem da devoção ao Senhor Bom Jesus tem raízes medievais, na época da colonização do Brasil. Pois durante o período colonial a Igreja era responsável pela organização social do povo europeu. Ou seja, a Igreja alcançou a condição de principal instituição a disseminar e refletir os valores da doutrina cristã.
Assim, a religião católica chegou ao Brasil com fortes influências de seu colonizador. Os portugueses, como crentes do Senhor Bom Jesus, desde o começo garantiram para que em as adversidades da terra brasileira não interferissem em sua saúde e segurança. Para muitos, o Brasil era um lugar de angústia e banimento.
A representação do Bom Jesus era cultuada tanto dentro das casas brasileiras, como em alto-mar. Desse modo a igreja incentivava as pessoas a se reunirem e formarem comunidades unidas em prol da religião. Os próprios membros da igreja se responsabilizavam pela construção da capela, pela manutenção,  organização de eventos e festividades ao longo do ano. Dentro dos grupos religiosos, os homens compunham a grande maioria, e as mulheres aos poucos foram conquistando seu espaço.
O culto à imagem do Bom Jesus através da perspectiva popular é voltada para o mistério da Paixão e Morte de Cristo. São quatro os principais eventos focados pelos devotos: A Coroação de Espinhos e a Flagelação de Cristo, o Caminho doloroso do Calvário, a Morte na Cruz e seu sepultamento.
A imagem de Jesus suplicado (flagelado) com a coroa de espinhos está diretamente atrelado à representação do Bom Jesus de Cana Verde. Também conhecida como Ecce Homo, lembrando as palavras de Pôncio Pilatos ao apresentar Jesus Cristo aos judeus, de acordo com o evangelho.
Quanto à representação do Caminho do Calvário, Jesus se apresenta condensado à figura de Senhor dos Passos, tido como objeto de culto especial durante o período colonial. Cristo é representado com a cruz em suas costas, mais precisamente em seus ombros, inclinado para frente com um joelho à frente, demonstrando a dor de carregar a cruz. O sepultamento de Cristo no alto do Calvário é representada através do Crucifixo, conhecido durante o período medieval como Senhor do Bom Fim, ou seja, o Senhor que termina sua missão de salvação sobre a Terra: Consummatum est.
Por fim, quanto à Morte na Cruz e seu sepultamento, Cristo morto é representado deitado sobre um caixão, e ao seu lado tem a estátua da Virgem das Dore<s, também conhecida como Nossa Senhora da Soledade ou Compadecida, cujo coração aparece atravessado por uma lança.
É válido ressaltar que na mente dos fiéis, o ato da Paixão não é somente encenado, e sim revivido durante a Semana Santa. Além disso, todas as representações de Jesus morto e sepultado são consideradas vivas, ou seja, carregando o grande significado de graça, vitalidade e bem-estar para os seus fiéis.

## A imagem do Senhor Bom Jesus
O Cristo flagelado e coroado de espinhos é lembrado na tradição popular pela imagem do Bom Jesus de Cana Verde, isto é, a imagem de Jesus coroado de espinhos, coberto com um manto, e tendo na mão um pedaço de madeira ("cana verde") simbolizando o cetro. A imagem é conhecida também como Ecce Homo, lembrando a apresentação de Jesus flagelado diante do povo, no pretório de Pilatos.
A imagem em sua maioria é apresentado nesta cena, de pé, flagelado, coroado de espinhos, coberto com o manto púrpura e trazendo nas mãos um pedaço de cana verde, simbolizando o seu cetro. Existem, porém, outras representações relacionadas aos sofrimentos e à Paixão do Senhor, como o Bom Jesus da Coluna (atado à coluna da flagelação), o Bom Jesus da Pedra Fria (ou da Paciência), sentado. Muito conhecida é a imagem do Bom Jesus dos Passos, levando a cruz. Há também as imagens do Bom Jesus do Horto, do Bom Jesus dos Aflitos (ou dos Pobres Aflitos), do Bom Jesus da Boa Morte, entre outras.

## Lenda
A história do surgimento da devoção ao Senhor Bom Jesus, como citado acima, tem origens na época de colonização do Brasil. Tremembé estava no caminho trilhado pelos bandeirantes em busca de ouro e estátua foi retirada da água do rio Paraíba pelos pescadores. Na cidade de origem, a devoção se inicia aproximadamente em janeiro de 1663 com o capitão Manoel da Costa Cabral erigindo um altar ao Santo Cristo na capela Nossa Senhora da Conceição em sua propriedade situada entre atual cemitério de Tremembé e o caminhamento da estrada de Ferro Central do Brasil.
A tradição conta que a imagem física do Senhor Bom Jesus foi entalhada na madeira por um senhor idoso desconhecido de Tremembé. Havia rumores de que o senhor morava em uma cabana pequena às margens do rio Paraíba. Porém, um dia o senhor desaparesceu, quase tão misteriosamente como surgira e ninguém mais teve notícias dele desde então. Semanas depois a imagem do Bom Jesus foi encontrada na residência do senhor. O caso foi tido como miraculoso: Deus, na pessoa do senhor idoso, para ali trouxera a imagem. Quando fizeram a remoção do Bom Jesus, um pequeno fio de água brotara aos pés da imagem, dando origem à conhecida bica da água santa. Logo a fama dos milagres do Senhor Bom Jesus começou a se espalhar e ao redor da capela começou a se formar o povoado.

## Asilo do Bom Pastor
A convite do padre José Antônio de Almeida, no dia 20 de março de 1897, as freiras Maria de São Francisco Xavier Nôvoa, Sóror Maria da Encarnação e Maria de S. Vicente Ferrer, do Mosteiro do Rio de Janeiro chegaram em São Paulo para administrar o asilo. E em 1891 a chegada de mulheres religiosas estrangeiras no Brasil aumentou muito, principalmente vindas da França e Itália. Suas principais atividades em seus países consistia em cuidado com doentes, crianças e idosos em orfanatos.
A partir daí o edifício localizado no bairro do Ipiranga passou a ser mais conhecido como Congregação das Irmãs do Bom Pastor, porém oficialmente intitulada de Congregação de Nossa Senhora da Caridade do Bom Pastor. Com fortes influências de um convento francês em Angers, a principal função do asilo agora era reintegrar na sociedade mulheres e crianças vítimas de maus-tratos e de pobreza.
Em 2 de maio as irmãs assumiram a direção da instituição, onde deveriam pela oração, por exemplo, pela instrução e educação: "cuidar das meninas que guardam o thesouro da sua innocencia e da conversão das mulheres que por desgraça se extraviaram do rebanho do divino Pastor". Depois de resolver as burocracias do local, no dia 10 de julho de 1897 a direção foi oficialmente entregue às irmãs do Bom Pastor.
Mais de 700 moças entre 15 e 30 anos estariam compondo a população do edifício do Asylo do Bom Pastor, pois de acordo com a carta enviada pelo padre José de Almeida ao arcebispo, a polícia estaria mandando para lá "as vagabundas da rua que vão transtornar a ordem, pois as famílias mandam as negrinhas de 7 e 8 anos que eles não podem suportar para ali serem educadas alegando que já estão perdidas".
Com a morte do padre José de Almeida, a Capela da Anunciação do Bom Jesus do Horto foi dirigida por padres de Sion até 1924, e com a transferência destes para a paróquia São José do Ipiranga esta permaneceu fechada por trinta anos até 1954, quando foi reaberta pelo padre russo João Stoisser.

## Segunda Guerra Mundial
A chegada de padres da missão russa católica teve como objetivo dar assistência às famílias refugiadas da 2ª Guerra Mundial. Com as Madres Ursulinas o padre João Stoisser criou os institutos, em casarões próximos onde hoje fica o Sesc, para abrigar crianças: o Instituto Santa Olga, que recebia meninas e o Instituto São Vladimir, para garotos. Por 50 anos o padre João Stoisser permaneceu na capela evitando que a mesma fosse demolida, o que quase aconteceu em 1995, quando foi derrubado o Convento Bom Pastor. Lutando junto aos órgãos competentes, o padre conseguiu que a igreja virasse patrimônio histórico e hoje ela é tombada pelo Condephat.

## Família Jafet
Em comunicado publicado em 26 de junho 2007 pelo Conselho Municipal de Preservação do Patrimônio Histórico, Cultural e Ambiental da Cidade de São Paulo – CONPRESP a Capela do Bom Jesus do Horto foi uma das antigas residências da família Jafet em São Paulo.

## Tombamento
A Capela do Bom Jesus do Horto foi tombada pela Prefeitura do Município de São Paulo no dia 18 de agosto de 1994, no uso de suas atribuições legais e nos termos da Lei no 10.032/85, com as alterações introduzidas pela Lei no 10.236/86.
A decisão foi tomada pela Secretaria Municipal de Cultura Departamento do Patrimônio Histórico Conselho Municipal de Preservação do Patrimônio Histórico, Cultural e Ambiental da Cidade de São Paulo (CONPRESP). O tombamento tem como resolução nº 10/94.
Segundo o documento de tombamento:

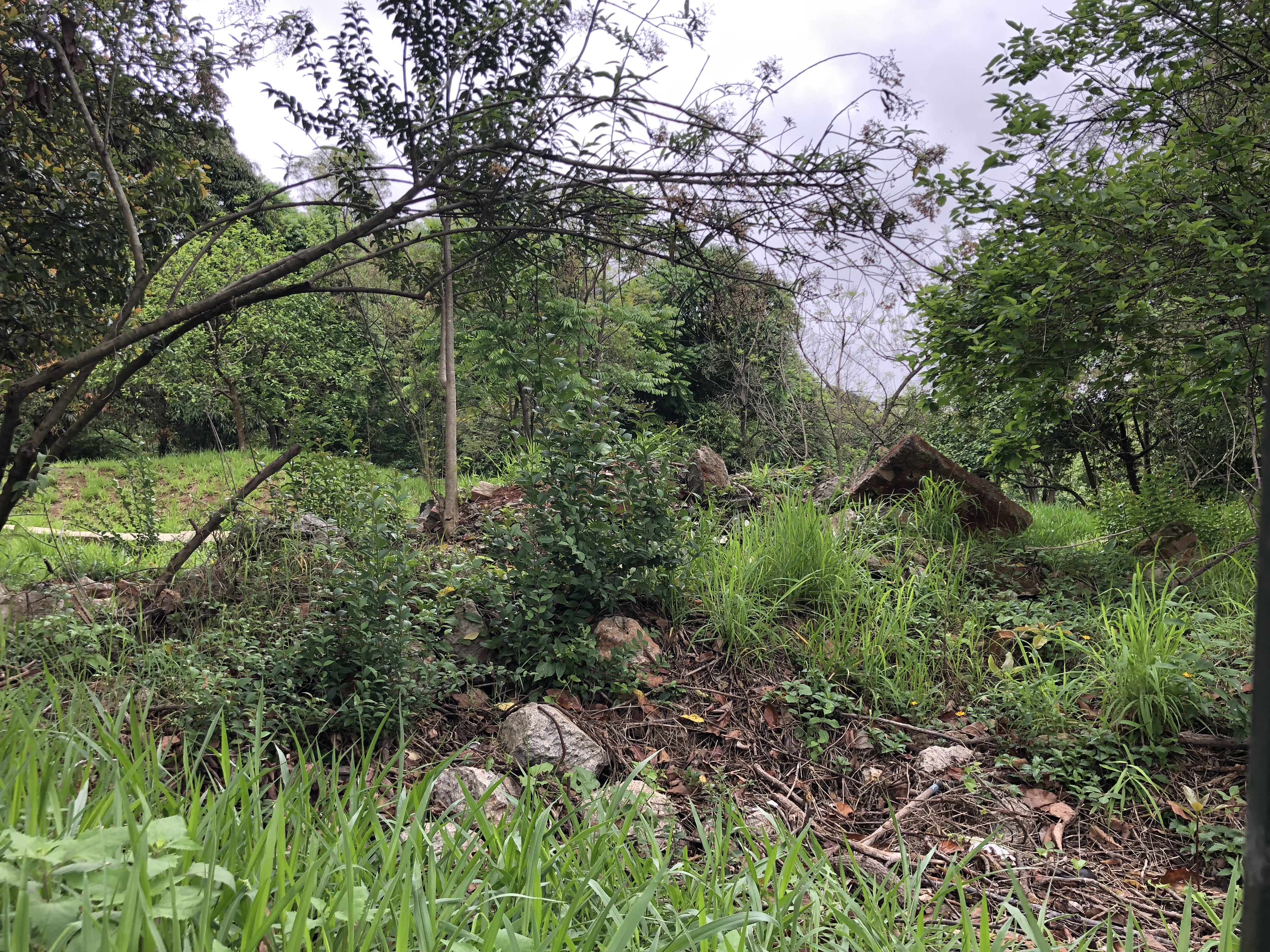
Ruínas da Capela do Bom Jesus do Horto. Foto tirada no mês de outubro de 2018.

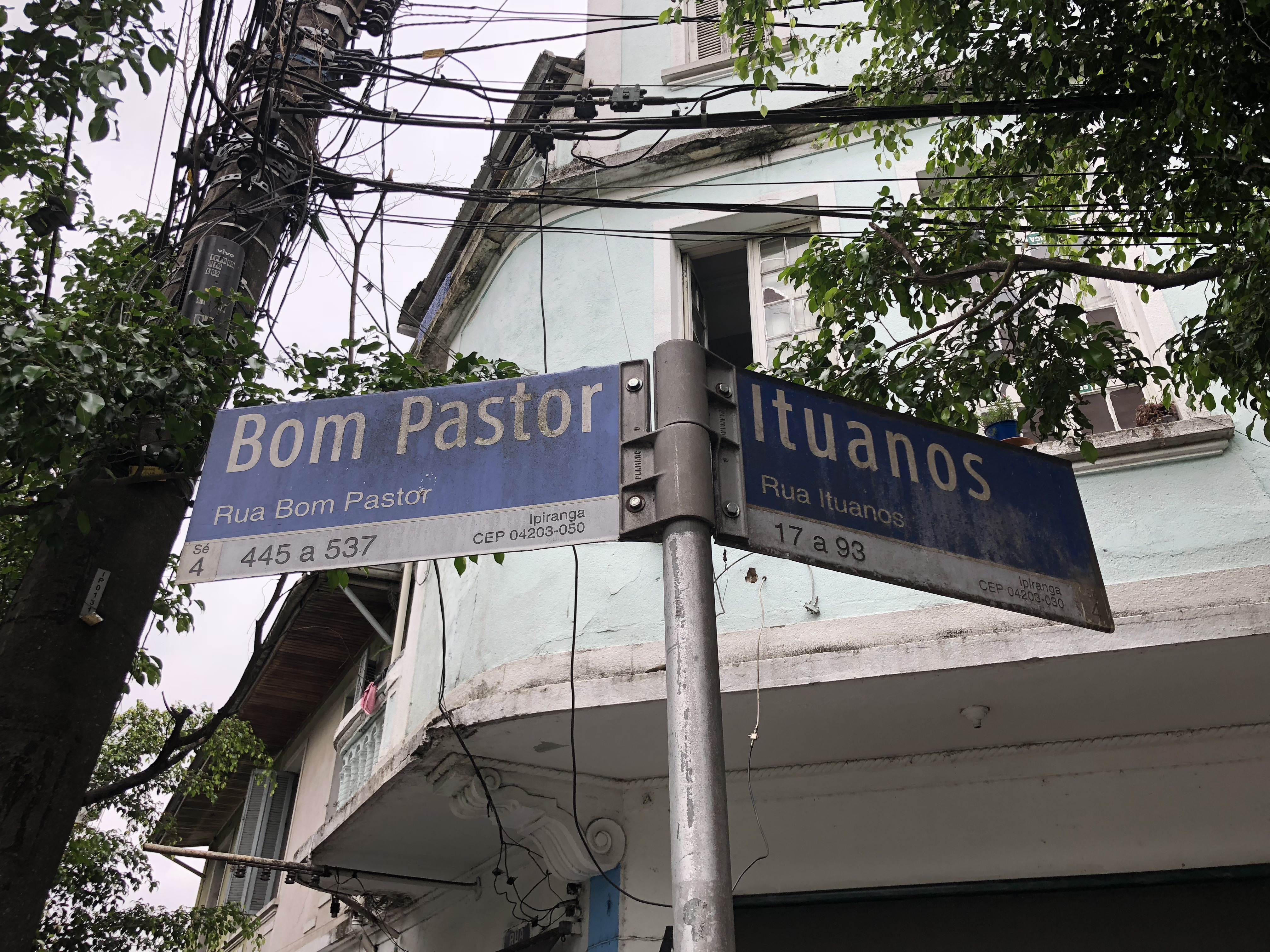
Esquina da rua Bom Pastor e rua Ituanos, esquina da onde está localizada as ruínas da Capela do Bom Jesus do Horto, no Ipiranga.

- Artigo 1º — Fica tombada a "CAPELA DO BOM JESUS DO HORTO", localizada na Rua Bom Pastor, 434 - Bairro do Ipiranga, que deverá ser adequadamente documentada.[15]
- Artigo 2º — A presente Resolução abrange o terreno em que está situada a Capela, correspondente a 1.149 m² , conforme planta que passa a integrar a presente Resolução e constante à fls. 15 do P.A. 16- 003.099-91*65. Em conseqüência, ficam liberadas as demais áreas e edifícios remanescentes.[15]
- Artigo 3º — O presente tombamento dispensa a determinação da área envoltória de que trata o artigo 10º da legislação supra mencionada.[15]

## Arredores
Em torno da antiga Capela do Bom Jesus do Horto está o Parque da Independência, inaugurado em 1989, e faz parte do patrimônio histórico cultural brasileiro devido ao Grito da Independência do país, proclamada ali por D. Pedro I. O parque surgiu da preocupação em unir a região do Ipiranga enquanto um espaço de memória nacional e patriotismo, além de ser uma forma de preservação e demarcação do espaço e uma forma também de tornar comum uma memória coletiva.